# Conjunto de arpa grande
El conjunto de arpa grande es un tipo de ensamble folclórico de Michoacán. Su instrumentación usualmente consiste en arpa diatónica, vihuela mexicana, jarana o guitarra y dos violines. Su repertorio incluye rancheras, valonas, corridos, sones, jarabes planecos, chilenas, polkas y valses correspondientes a la música planeca.